# Johann Friedrich Agricola
Johann Friedrich Agricola, pseud. Flavio Anicio Olibrio (ur. 4 stycznia 1720 w Dobitschen, zm. 2 grudnia 1774 w Berlinie) – niemiecki kompozytor, organista, pedagog, pisarz muzyczny i śpiewak (tenor).

## Życiorys
Podstawy edukacji muzycznej odebrał w Dobitschen u miejscowego organisty, Johanna Paula Martiniego. W latach 1738–1741 studiował prawo na Uniwersytecie w Lipsku, jednocześnie pobierając lekcje u Johanna Sebastiana Bacha. W 1741 roku wyjechał do Berlina, gdzie kontynuował edukację u Johanna Joachima Quantza. Od 1751 roku był członkiem kapeli nadwornej króla pruskiego Fryderyka II, zaś po śmierci Carla Heinricha Grauna w 1759 roku objął jej kierownictwo.

## Twórczość
Za życia wysoko ceniony jako organista i pedagog. Jego dorobek kompozytorski obejmuje 12 oper, 3 oratoria, motety, pieśni, utwory na instrument klawiszowy i muzykę kameralną. W muzyce dramatycznej reprezentował orientację włoską.
Począwszy od 1749 roku uprawiał publicystykę muzyczną, podpisując się pseudonimem Flavio Anicio Olibrio. Przyjaźnił się z Carlem Philippem Emanuelem Bachem, wraz z którym opublikował na łamach Musikalische Bibliothek nekrolog jego ojca. Przetłumaczył na język niemiecki podręcznik śpiewu Piero Francesco Tosiego z 1721 roku Opinioni de Cantori antiche e moderni (Anleitung zur Singekunst, wyd. Berlin 1757).